# Lucía Yépez
Lucía Yamileth Yépez Guzman (ur. 18 lutego 2001) – ekwadorska zapaśniczka walcząca w stylu wolnym. Srebrna medalistka olimpijska z Paryża 2024 w kategorii 53 kg, a także ósma w Tokio 2020 w kategorii 50 kg.
Brązowa medalistka mistrzostw świata w 2023; piąta w 2022. Triumfatorka igrzysk panamerykańskich w 2023. Złota medalistka mistrzostw panamerykańskich w 2023, 2024 i 2025; brązowa w 2022. Triumfatorka igrzysk Ameryki Południowej w 2022, a także igrzysk boliwaryjskich w 2022. 
Mistrzyni świata U-23 w 2021 i druga w 2022. Wygrała igrzyska panamerykańskie młodzieży w 2021. Mistrzyni panamerykańska juniorów w 2019 i 2021. Trzecia na MŚ kadetów w 2016 roku.